# مرتب‌سازی گسترش‌یافته
مرتب‌سازی گسترش یافته یک الگوریتم مرتب‌سازی است که در سال ۲۰۰۲ توسط Steven J. Ross ابداع شد. این الگوریتم، مفاهیمی از مرتب‌سازی‌های توزیع شده مانند مرتب‌سازی مبنایی و سطلی را با مفاهیم مرتب‌سازی‌های سریع و ترکیبی تلفیق می‌کند. در نتایج تجربی، این الگوریتم در اجرا، بسیار کارامد تر از الگوریتم‌های سنتی مانند مرتب‌سازی سریع به ویژه در ارائه ساختارهای توزیع شده نشان داده شده‌است.

مرتب‌سازی سریع یک عنصر محوری را درلیست شناسایی می‌کند و لیست را به دو زیر لیست تقسیم می‌کند:عناصر بزرگتر از عنصر محوری وعناصر کوچکتر ازعنصر محوری.

مرتب‌سازی گسترش یافته این ایده را به صورت تقسیم بندی لیست به n/cپارتیشن در هر گام تعمیم می‌دهد، که nتعداد عناصر لیست وc ثابت کوچک است (در عمل در مقایسه‌های کند، معمولاً بین ۴ تا ۸ است؛ ولی در مقایسه‌های سریع c مقدار بزرگتری است).

این الگوریتم برای اجرا از تکنیک‌های توزیع شده استفاده می‌کند. ابتدا بزرگترین و کوچکترین مقادیر را وارد لیست می‌کند سپس ناحیه بین این دو را به n/c ظرف بااندازه مساوی تقسیم می‌کند. در مواقعی که ذخیره‌سازی یک مسئله مهم است، این الگوریتم می‌تواند در هر مرحله از تقسیم بازگشتی به داشتن بزرگترین ظرف کمک کند و باعث می‌شود این روند تقسیم چندین مرحله داشته باشد، اگرچه این کار باعث تکراربیشتر می‌شود ولی خطاهای ذخیره‌سازی را کاهش می‌دهد و باعث می‌شود که الگوریتم سریع تر اجرا شود.

درمواردی که تعداد ظرف‌ها حداقل برابر تعداد عناصر است، مرتب‌سازی گسترش یافته به مرتب‌سازی سطلی تخریب می‌شود و مرتب‌سازی به اتمام می‌رسد. در غیر این صورت هرظرف به صورت بازگشتی مرتب می‌شود.

الگوریتم از آزمون‌های اکتشافی برای تعیین اینکه ایا هر ظرف می‌تواند توسط این الگوریتم یا الگوریتم‌های دیگر، به‌طور کارامدتری مرتب شود، استفاده می‌کند. سپس به صورت بازگشتی ظرف‌ها را مرتب می‌کند.
این الگوریتم نیز مانند الگوریتم‌های توزیع شده دیگر نقطه ضعفی دارد و آن این است که برنامه‌نویس به ابزاری برای تبدیل هرعنصربه یک کلید عددی نیاز دارد و هدف آن شناسایی این است که هرکدام ازعناصر در کدام ظرف می‌افتند.

اگرچه برای عناصر با طول متغیر مانند رشته‌ها (با توجه به اینکه هر عدد باتعداد بی‌نهایتی از مقادیر مینیمم دنبال می‌شود و برای هرنوع داده‌ای دارای یک ارایش کلی می‌باشد) این عملیات برای پیاده‌سازی صحیح بسیار سخت تر از یک تابع مقایسه‌ای ساده به ویژه در ساختارهای پیچیده‌است. پیاده‌سازی ضعیف این تابع مقداری می‌تواند منجر به کلاستربندی شود که به کارایی الگوریتم آسیب می‌رساند.

## کارایی
بدترین حالت الگوریتم مرتب‌سازی گسترش یافته بستگی به این دارد که این الگوریتم در نهایت کدام مرتب‌سازی را تبدیل به ظرف‌های کوچک می‌کند. برای الگوریتم‌هایی که بدترین حالت شان((O(nlogn) است مانند مرتب‌سازی ادغامی و مرتب‌سازی هرمی و برای الگوریتم‌هایی که بدترین حالت شان O(n^۲)می‌باشد مانند مرتب‌سازی سریع، مقدار ((O(nlogn) می‌باشد.

در توزیع‌ها هر جا اندازه کلید ۲k بار کوچکتر از مربع n(اندازه لیست) باشد ((۲k<log(n^۲) الگوریتم در بدترین حالت با دستیابی به بدترین زمان O(n(k - log(n)).۵)در نسخه‌های اصلی منتشرشده و O(n((k/s) + s)) برای نسخه‌های حافظه دار، بهتر عمل می‌کند.

آزمایش‌هایی که برای مقایسه نسخه بهینه مرتب‌سازی گسترش یافته با مرتب‌سازی بهینه C++انجام شدند، با مرتب‌سازی درونگرا پیاده‌سازی شدند.

مرتب‌سازی گسترش یافته در سیستم عامل‌های مختلف برای داده‌های تصادفی از نوع integer و float حدودا ۲-۷X برابر بهبود زمان اجرا را نشان می‌دهد. ازنظرحافظه موردنیاز، مرتب‌سازی گسترش یافته  بدتر از اکثر الگوریتم‌های درجا است. این الگوریتم در ساده‌ترین شکلش یک الگوریتم درجا نیست که ازفضای اضافی O(n) استفاده کند. در آزمایش‌هایی ۲۰ ٪ بیشتر از مرتب‌سازی سریع ازحافظه استفاده می‌کند.

درفرم حافظه دار، از حافظه کمتری استفاده می‌شود و در استفاده از حافظه با حداکثرشمارش ظرف‌ها به تعداد حداکثر بازگشت‌ها یک کران بالا وجود دارد که تا تبدیل اندازه کلیدها از بایت به کیلوبایت تمام می‌شود.

اگرچه در این فرم نسبت به مرتب‌سازی سریع و مرتب‌سازی هرمی از فضای بیشتری استفاده می‌شود، ولی نسبت به فرم‌های اولیه مرتب‌سازی ادغامی که از فضای کمکی برابر با فضای اشغال شده توسط لیست‌ها استفاده می‌کند، به‌طور قابل ملاحظه‌ای از حافظه کمتری استفاده می‌نماید.

مرتب‌سازی گسترش یافته در مورد مسائل بسیار بزرگ که در حافظه جای نمی‌گیرند ونیازمند دسترسی به دیسک هستند، بسیار کارامد عمل می‌کند.

## پیاده‌سازی
```
unsigned

RoughLog۲
(
DATATYPE
 
input
)

{

	
unsigned
 
char
 
cResult
 
=
 
0
;

	
// The && is necessary on some compilers to avoid infinite loops; it doesn't

	
// significantly impair performance

	
if
(
input
 
>=
 
۰
)

		
while
((
input
 
>>
 
cResult
)
 
&&
 
(
cResult
 
<
 
DATA_SIZE
))
 
cResult
++
;

	
else

		
while
(((
input
 
>>
 
cResult
)
 
<
 
-۱
)
 
&&
 
(
cResult
 
<
 
DATA_SIZE
))
 
cResult
++
;

	
return
 
cResult
;

}

SIZETYPE

GetMaxCount
(
unsigned
 
logRange
,
 
unsigned
 
uCount
)

{

	
unsigned
 
logSize
 
=
 
RoughLog2Size
(
uCount
);

	
unsigned
 
uRelativeWidth
 
=
 
(
LOG_CONST
 
*
 
logRange
)
/
((
logSize
 
>
 
MAX_SPLITS
)
 
?
 
MAX_SPLITS
:
 
logSize
);

	
// Don't try to bitshift more than the size of an element

	
if
(
DATA_SIZE
 
<=
 
uRelativeWidth
)

		
uRelativeWidth
 
=
 
DATA_SIZE
 
-
 
۱
;

	
return
 
۱
 
<<
 
((
uRelativeWidth
 
<
 
(
LOG_MEAN_BIN_SIZE
 
+
 
LOG_MIN_SPLIT_COUNT
))
 
?

		
(
LOG_MEAN_BIN_SIZE
 
+
 
LOG_MIN_SPLIT_COUNT
)
:
 
uRelativeWidth
);

}

void

FindExtremes
(
DATATYPE
 
*
Array
,
 
SIZETYPE
 
uCount
,
 
DATATYPE
 
&
 
piMax
,
 
DATATYPE
 
&
 
piMin
)

{

	
SIZETYPE
 
u
;

	
piMin
 
=
 
piMax
 
=
 
Array
[
۰
];

	
for
(
u
 
=
 
1
;
 
u
 
<
 
uCount
;
 
++
u
){

		
if
(
Array
[
u
]
 
>
 
piMax
)

			
piMax
=
Array
[
u
];

		
else
 
if
(
Array
[
u
]
 
<
 
piMin
)

			
piMin
=
 
Array
[
u
];

	
}

}
	

//---------------------SpreadSort Source-----------------

Bin
 
*

SpreadSortCore
(
DATATYPE
 
*
Array
,
 
SIZETYPE
 
uCount
,
 
SIZETYPE
 
&
 
uBinCount
,
 
DATATYPE
 
&
iMax
,
 
DATATYPE
 
&
iMin
)

{

	
// This step is roughly ۱۰٪ of runtime but it helps avoid worst-case

	
// behavior and improves behavior with real data. If you know the

	
// maximum and minimum ahead of time, you can pass those values in

	
// and skip this step for the first iteration

	
FindExtremes
((
DATATYPE
 
*
)
 
Array
,
 
uCount
,
 
iMax
,
 
iMin
);

	
if
(
iMax
 
==
 
iMin
)

		
return
 
NULL
;

	
DATATYPE
 
divMin
,
divMax
;

	
SIZETYPE
 
u
;

	
int
 
LogDivisor
;

	
Bin
 
*
 
BinArray
;

	
Bin
*
 
CurrentBin
;

	
unsigned
 
logRange
;

	
logRange
 
=
 
RoughLog2Size
((
SIZETYPE
)
iMax
-
iMin
);

	
if
((
LogDivisor
 
=
 
logRange
 
-
 
RoughLog2Size
(
uCount
)
 
+
 
LOG_MEAN_BIN_SIZE
)
 
<
 
۰
)

		
LogDivisor
 
=
 
0
;

	
// The below if statement is only necessary on systems with high memory

	
// latency relative to processor speed (most modern processors)

	
if
((
logRange
 
-
 
LogDivisor
)
 
>
 
MAX_SPLITS
)

		
LogDivisor
 
=
 
logRange
 
-
 
MAX_SPLITS
;

	
divMin
 
=
 
iMin
 
>>
 
LogDivisor
;

	
divMax
 
=
 
iMax
 
>>
 
LogDivisor
;

	
uBinCount
 
=
 
divMax
 
-
 
divMin
 
+
 
۱
;

	
// Allocate the bins and determine their sizes

	
BinArray
 
=
 
calloc
(
uBinCount
,
 
sizeof
(
Bin
));

	
// Memory allocation failure check and clean return with sorted results

    
if
(
!
BinArray
)
 
{

		
printf
(
"Using std::sort because of memory allocation failure
\n
"
);

		
std
::
sort
(
Array
,
 
Array
 
+
 
uCount
);

		
return
 
NULL
;

	
}

	
// Calculating the size of each bin; this takes roughly ۱۰٪ of runtime

	
for
(
u
 
=
 
0
;
 
u
 
<
 
uCount
;
 
++
u
)

		
BinArray
[(
Array
[
u
]
 
>>
 
LogDivisor
)
 
-
 
divMin
].
uCount
++
;

	
// Assign the bin positions

	
BinArray
[
۰
].
CurrentPosition
 
=
 
(
DATATYPE
 
*
)
Array
;

	
for
(
u
 
=
 
0
;
 
u
 
<
 
uBinCount
 
-
 
۱
;
 
u
++
)
 
{

		
BinArray
[
u
 
+
 
۱
].
CurrentPosition
 
=
 
BinArray
[
u
].
CurrentPosition
 
+
 
BinArray
[
u
].
uCount
;

		
BinArray
[
u
].
uCount
 
=
 
BinArray
[
u
].
CurrentPosition
 
-
 
Array
;

	
}

	
BinArray
[
u
].
uCount
 
=
 
BinArray
[
u
].
CurrentPosition
 
-
 
Array
;

	
// Swap into place. This dominates runtime, especially in the swap;

	
// std::sort calls are the other main time-user.

	
for
(
u
 
=
 
0
;
 
u
 
<
 
uCount
;
 
++
u
)
 
{

		
for
(
CurrentBin
 
=
 
BinArray
 
+
 
((
Array
[
u
]
 
>>
 
LogDivisor
)
 
-
 
divMin
);
 
(
CurrentBin
->
uCount
 
>
 
u
);

			
CurrentBin
 
=
 
BinArray
 
+
 
((
Array
[
u
]
 
>>
 
LogDivisor
)
 
-
 
divMin
))

				
SWAP
(
Array
 
+
 
u
,
 
CurrentBin
->
CurrentPosition
++
);

		
// Now that we've found the item belonging in this position,

		
// increment the bucket count

		
if
(
CurrentBin
->
CurrentPosition
 
==
 
Array
 
+
 
u
)

			
++
(
CurrentBin
->
CurrentPosition
);

	
}

	
// If we've bucketsorted, the array is sorted and we should skip recursion

	
if
(
!
LogDivisor
)
 
{

		
free
(
BinArray
);

		
return
 
NULL
;

	
}

	
return
 
BinArray
;

}

void

SpreadSortBins
(
DATATYPE
 
*
Array
,
 
SIZETYPE
 
uCount
,
 
SIZETYPE
 
uBinCount
,
 
const
 
DATATYPE
 
&
iMax

				
,
 
const
 
DATATYPE
 
&
iMin
,
 
Bin
 
*
 
BinArray
,
 
SIZETYPE
 
uMaxCount
)

{

	
SIZETYPE
 
u
;

	
for
(
u
 
=
 
0
;
 
u
 
<
 
uBinCount
;
 
u
++
){

		
SIZETYPE
 
count
 
=
 
(
BinArray
[
u
].
CurrentPosition
 
-
 
Array
)
 
-
 
BinArray
[
u
].
uCount
;

		
// Don't sort unless there are at least two items to compare

		
if
(
count
 
<
 
۲
)

			
continue
;

		
if
(
count
 
<
 
uMaxCount
)

			
std
::
sort
(
Array
 
+
 
BinArray
[
u
].
uCount
,
 
BinArray
[
u
].
CurrentPosition
);

		
else

			
SpreadSortRec
(
Array
 
+
 
BinArray
[
u
].
uCount
,
 
count
);

	
}

	
free
(
BinArray
);

}

void

SpreadSortRec
(
DATATYPE
 
*
Array
,
 
SIZETYPE
 
uCount
)

{

	
if
(
uCount
 
<
 
۲
)

		
return
;
		

	
DATATYPE
 
iMax
,
 
iMin
;

	
SIZETYPE
 
uBinCount
;

	
Bin
 
*
 
BinArray
 
=
 
SpreadSortCore
(
Array
,
 
uCount
,
 
uBinCount
,
 
iMax
,
 
iMin
);

	
if
(
!
BinArray
)

		
return
;

	
SpreadSortBins
(
Array
,
 
uCount
,
 
uBinCount
,
 
iMax
,
 
iMin
,
 
BinArray
,

	 
GetMaxCount
(
RoughLog2Size
((
SIZETYPE
)
iMax
-
iMin
),
 
uCount
));

}

```

## دو سطح که از بقیه بهترند
یک نتیجه جالب برای الگوریتم‌های این نوع کلی (تقسیم بندی بر اساس مبنا و مرتب‌سازی براساس مقایسه) این است که درجه آن‌ها برای هر عملکرد پیوسته (O(n) است. این نتیجه می‌تواند بدین صورت فراهم شود که اگر اندازه ظرف‌ها بعد از اولین تکرار بیشتر از برخی مقادیر ثابت بود، الگوریتم مرتب‌سازی گسترش یافته حداقل ۲ بار تکرارشود.

اگر داده‌ها درهمه اوقات بر روی برخی توابع پیوسته انتگرال پذیر شناخته شوند این اصلاح مرتب‌سازی گسترش یافته می‌تواند به برخی بهبودهای کارایی بر روی الگوریتم اصلی نائل شود ومی تواند بدترین حالت بهتری داشته باشد. اگر این محدودیت نتواند وابستگی داشته باشد، این تغییر یک سربار اضافی کوچک را به الگوریتم اضافه می‌کند وکوچک تر می‌شود. الگوریتم‌های مشابه دیگر Flashsort (که ساده‌تراست) وAdaptive Left Radix می‌باشند.

Adaptive Left Radix در ظاهرکاملا مشابه می‌باشد، تفاوت اصلی آن در وجود رفتار بازگشتی می‌باشد. درمرتب‌سازی گسترش یافته چک کردن وضعیت‌های بدترین حالت و استفاده از مرتب‌سازی std::sort برای جلوگیری از به وجود آمدن مشکلات کارایی (هرجا که نیاز است) و بازگشت‌های مداوم در Adaptive Left Radix تا وقتی که به اتمام برسد یا داده برای استفاده در مرتب‌سازی درجی به قدرکافی کوچک باشد، انجام می‌شود.

 الگوریتم‌های مرتب‌سازی

| اصول                      | پیچیدگی محاسباتی، نمادگذاری o بزرگ،order کلی، لیست‌ها، پایایی، مرتب‌سازی مقایسه‌ای، مرتب‌سازی تطبیقی، شبکه مرتب کردن داده‌ها، مرتب‌سازی عددی |
| مرتب‌سازی‌های معاوضه‌ای      | Bubble sort • Cocktail sort • Odd-even sort • Comb sort • Gnome sort • Quicksort                                                       |
| مرتب‌سازی‌های انتخابی       | Selection sort • Heapsort • Smoothsort • Cartesian tree sort • Tournament sort • Cycle sort                                            |
| مرتب‌سازی‌های درجی          | Insertion sort • Shell sort • Tree sort • Library sort • Patience sorting                                                              |
| مرتب‌سازی‌های ادغامی        | Merge sort • Polyphase merge sort • Strand sort                                                                                        |
| مرتب‌سازی‌های توزیعی        | American flag sort • Bead sort • Bucket sort • Burstsort • Counting sort • Pigeonhole sort • Proxmap sort • Radix sort • Flashsort     |
| مرتب‌سازی‌های هم‌زمان        | Bitonic sorter • Batcher odd-even mergesort • Pairwise sorting network                                                                 |
| مرتب‌سازی‌های ترکیبی        | Timsort • Introsort • Spreadsort • UnShuffle sort • JSort                                                                              |
| مرتب‌سازی‌های مقداری        | Spaghetti sort |
| دیگر                      | Topological sorting • Pancake sorting                                                                                                  |
| مرتب‌سازی‌های بی‌فایده /مضحک | Bogosort • Stooge sort • Luckysort • Sleep sort                                                                                        |